# Vijenac
Vijenac (укр. вінок), Vienac (до 1903 року) — двотижневий журнал літературно-мистецького та наукового спрямування, який видає Matica hrvatska (Matica ilirska) з 1869 року. Центральний часопис хорватської літератури і культури ХІХ століття.
Відновлений у грудні 1993 року як журнал, що висвітлює всі поточні події, пов'язані з виданням літератури, образотворчим мистецтвом і місцевим театральним життям.

## Історія
Видання започаткувала 1869 року «Matica ilirska» під назвою «Vienac» із підзаголовком «zabavi i pouci» (розваги і просвіта). Першим редактором журналу був Джуро Дежелич. Уже в першому випуску часопису свої твори оприлюднив Август Шеноа. Журнал публікував різні літературні твори (лірика, новели, романи, романи з продовженням, п'єси есеї, подорожні записки, гумор, мемуари тощо). Більшість тогочасного хорватського літературного доробку зосереджувалось у цьому виданні: всі видатні представники хорватського реалізму і натуралізму, а також предтечі модернізму друкували в ньому свої твори. Розділ «Лістак» (брошура) уміщував фейлетони, літературні анонси, статті, рецензії та замітки про поточні літературні та культурні події. У пізніших випусках журнал також публікував зразки образотворчого мистецтва (ілюстрації, картини, портрети) з елегантним оформленням полів сторінок. 
Золотий вік для журналу настав, коли 13 грудня 1874 року його редакцію очолив сам Август Шеноа. За час його редакторства з часописом співпрацювали майже всі хорватські письменники незалежно від їхніх політичних чи ідеологічних переконань. Після смерті Шеноа було дуже важко знайти йому заміну. Редакторами після нього були Фран Фолнегович, Вєкослав Клаїч, Йосип Пасарич, Бартол Інхоф, Йован Хранилович, Джуро Арнолд, Степан Босанац і Мілан Шеноа. Останніми редакторами були Ксавер Шандор Гяльський та Мілівой Дежман-Іванов. Вони видали 24 випуски. Журнал був дуже ефектним: окрім літературних та есеїстичних текстів, він налічував 168 картин, 17 портретів і 78 ілюстрацій. Матиця вклала у часопис 8000 крон, але одержаний результат не виправдав себе, і в 1903 р. «Vienac» перестав виходити.
1910 року «В'єнац» відновила редакція газети «Обзор». У 1910—1913 рр. він виходив як щомісячний журнал. Редактором був Владимир Луначек. У редакції працювали або писали для журналу Драгутин Дом'янич, Фран Галович, Йосип Косор і Антун Густав Матош. Видання часопису поновили втретє в 1923 р. як тижневик (1923—1928), навколо якого згуртувалися всі відомі хорватські письменники міжвоєнної доби: від Ніколи Шопа та Августа Цесареця до Славка Батушича і Владимира Назора. 
Під кінець Другої світової війни в 1944 р. «Vijenac» було відновлено вчетверте, він виходив як місячник, який випускав Хорватський видавничий бібліографічний інститут (HIBZ). Головним редактором був Юліє Бенешич, якому вдалося згуртувати довкола часопису чимало письменників, орієнтованих на громадянське суспільство, як-от: Тин Уєвич, Добриша Цесарич, Густав Крклець — тих самих, які видавали в цьому інституті книжки. Вийшло десять чисел у шістьох томах. Наприкінці війни з припиненням роботи інституту перестав виходити і «В'єнац».
Зі здобуттям хорватської незалежності «Matica hrvatska» 1993 року поновила випуск легендарного журналу як двотижневика на теми культури. Редактором перших 39 номерів журналу був Слободан Просперов Новак. Із 40-го по 100-е число часопис редагував Борис Маруна, а зі 101-го до 127-го — Андреа Златар, яка 1999 року з частиною своєї редакції заснувала новий журнал «Зарез», почасти через консервативну редакційну політику «В'єнаца», а частково через потребу показати інакший, більш відкритий погляд на культуру. Після неї редактором видання був Младен Кузманович до його смерті в 2001 році. Після нього «Vijenac» до 2008 року редагував Івиця Матичевич, за керівництва якого журнал збагачувався новими колонками, розширювалася зарубіжна кореспондентська мережа, було започатковано бібліотечну серію «В'єнац», складено Бібліографію В'єнаца 1993—2003. Сьогоднішній журнал регулярно подає огляд подій на культурно-мистецькій сцені. Пізнішими редакторами були Мате Марас і Андрія Туніч. Наступним головним редактором, найдовшим на цій посаді, був Лука Шепут, теперішній заступник голови «Матиці хорватської». Він очолював редакцію часопису до травня 2017 року, коли обійняв посаду головного редактора видавництва Матиці. Його наступником став його тодішній заступник Горан Галич. 